# Hyporthodus haifensis
Hyporthodus haifensis là một loài cá biển thuộc chi Hyporthodus trong họ Cá mú. Loài này được mô tả lần đầu tiên vào năm 1953.

## Phân bố và môi trường sống
H. haifensis có phạm vi phân bố rộng rãi ở Đông Đại Tây Dương. Loài này được tìm thấy từ bờ biển phía nam và phía tây Địa Trung Hải, trải rộng xuống Bắc Phi và dọc theo Tây Phi, về phía nam đến Angola. Từ năm 2000 trở đi, loài này được phát hiện thêm ở Ý (tại đảo Lampedusa) và eo biển Messina), mở rộng phạm vi của nó về phía bắc Địa Trung Hải, nhưng chúng không có mặt ở Macaronesia. H. haifensis sống đơn độc xung quanh các rạn san hô và đá ngầm ở khu vực nhiều bùn cát, đá sỏi được phủ rong tảo, độ sâu khoảng từ 80 đến 280 m.

## Mô tả
H. haifensis trưởng thành có chiều dài cơ thể tối đa được ghi nhận là khoảng 125 cm và nặng ít nhất là 36 kg. Đầu và thân có màu nâu sẫm. Các vây có màu sẫm hơn ở phần gốc. Đuôi và vây ngực có viền trắng. Vây bụng màu đen. Có 2 hàng răng ở phần giữa của hàm dưới, răng trong lớn hơn rõ rệt so với răng ngoài.
Số gai ở vây lưng: 11; Số tia vây mềm ở vây lưng: 14 - 15; Số gai ở vây hậu môn: 3; Số tia vây mềm ở vây hậu môn: 9.